# بنجامین لیست
بنجامین لیست (به آلمانی: Benjamin List)(زادهٔ ۱۱ ژانویهٔ ۱۹۶۸) شیمی‌دان اهل آلمان است که در سال ۲۰۲۱، وی بابت پژوهش در زمینه ارگانوکاتالیست‌ها به همراه دیوید مک‌میلان برندهٔ جایزه نوبل شیمی شده‌است.
او که در فرانکفورت متولد شده، مدرک کارشناسی شیمی را از دانشگاه آزاد برلین و مدرک دکترای خود را از دانشگاه گوته فرانکفورت دربافت کرده. او استاد دانشگاه کلن و مدیر مؤسسه تحقیقات زغال‌سنگ ماکس پلانک است.